# US Open 2017 - Doppio maschile in carrozzina
Stéphane Houdet e Gordon Reid erano i detentori del titolo, ma hanno deciso di non partecipare insieme. Reid ha vinto il titolo insieme a Alfie Hewett sconfiggendo in finale Houdet e Nicolas Peifer con il punteggio di 7-5, 6-4.

## Teste di serie
1. Stéphane Houdet /  Nicolas Peifer (finalisti)'

1. Alfie Hewett /  Gordon Reid (campioni)

## Tabellone

### Legenda
| - Q = Qualificato - WC = Wild card - LL = Lucky loser | - ALT = Alternate - SE = Special Exempt - PR = Protected Ranking | - w/o = Walkover - r = Ritirato - d = Squalificato |

|  | Semifinali | Semifinali                       | Semifinali                       | Semifinali | Semifinali |  |  | Finale | Finale                         | Finale                         | Finale | Finale |  |
|  |            |                                  |                                  |            |            |  |  |        |                                |                                |        |        |  |
|  | 1          | Stéphane Houdet Nicolas Peifer   | 6                                | 5          | [10]       |  |  |        |                                |                                |        |        |  |
|  |            | Joachim Gérard Stefan Olsson     | 3                                | 7          | [8]        |  |  | 1      | Stéphane Houdet Nicolas Peifer | Stéphane Houdet Nicolas Peifer | 5      | 4      |  |
|  |            | Gustavo Fernández Shingo Kunieda | Gustavo Fernández Shingo Kunieda | 3          | 2          |  |  | 2      | Alfie Hewett Gordon Reid       | Alfie Hewett Gordon Reid       | 7      | 6      |  |
|  | 2          | Alfie Hewett Gordon Reid         | Alfie Hewett Gordon Reid         | 6          | 6          |  |  |        |                                |                                |        |        |  |